# Conseil de coopération du Golfe
Pour les articles homonymes, voir CCG et GCC.
Le Conseil de coopération des États arabes du Golfe (arabe : مجلس التعاون لدول الخليج العربية), ou Conseil de coopération du Golfe (CCG ; arabe :مجلس التعاون الخليج العربي ; en anglais, Gulf Cooperation Council ou GCC), est une organisation régionale regroupant six monarchies arabes et musulmanes du golfe Persique : l'Arabie saoudite, Oman, le Koweït, Bahreïn, les Émirats arabes unis et le Qatar.

## États membres

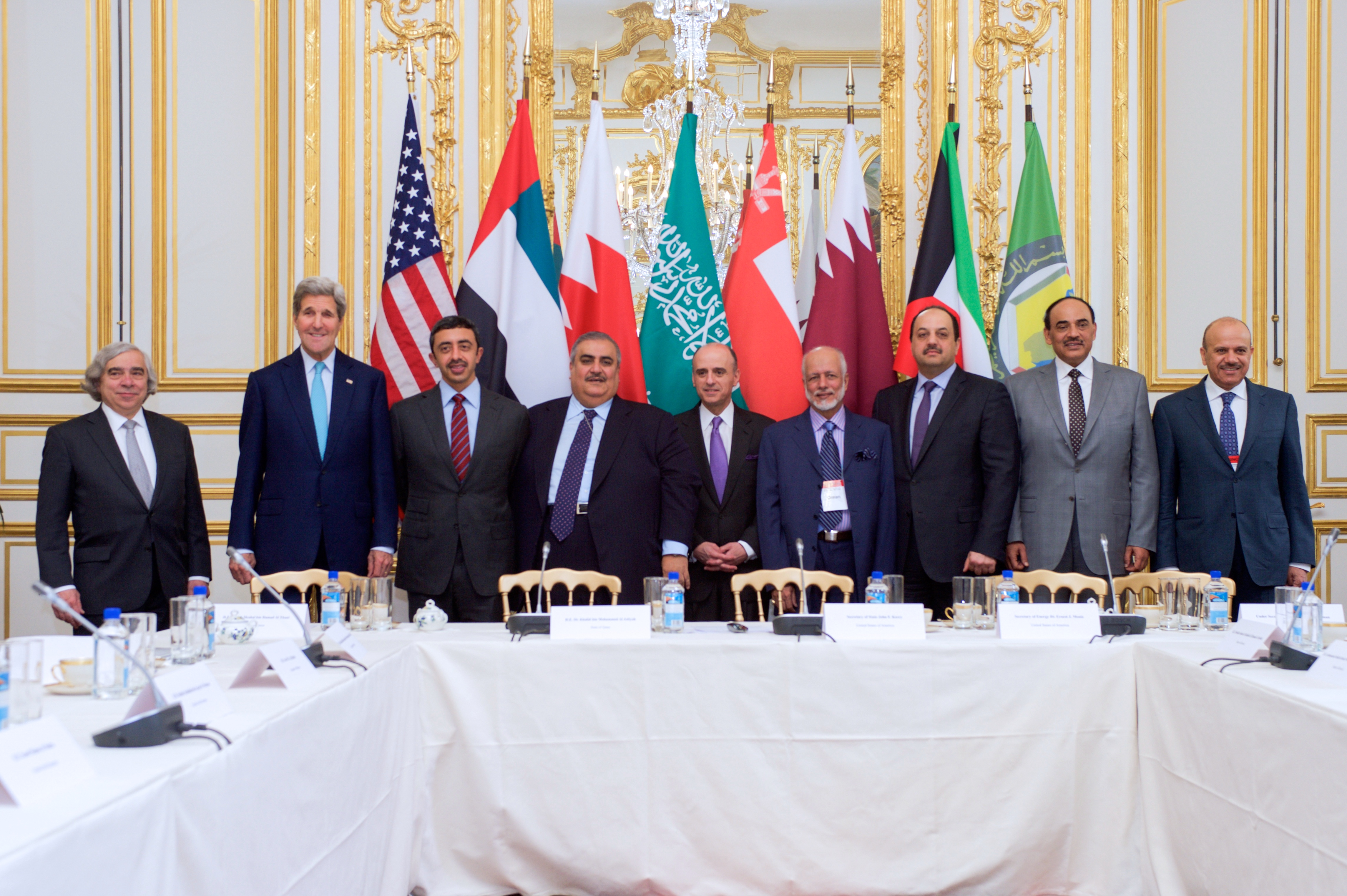
Représentants des pays du CCG en réunion avec John Kerry, 2e à gauche, à Paris, en 2015.

Le Conseil de coopération du Golfe est composé de six États : l'Arabie saoudite, Oman, le Koweït, Bahreïn, les Émirats arabes unis et le Qatar.
Dans le contexte du printemps arabe, le CCG a proposé d'intégrer les royaumes du Maroc et de Jordanie avant de retirer sa proposition, préférant d'abord renforcer « la coordination, la coopération et le partenariat stratégique » avec les deux pays, notamment, par la création d'un « fonds du Golfe Arabique pour le développement ».
Cependant, le ministère des Affaires étrangères du Maroc a émis une déclaration soulignant l'importance du partenariat stratégique entre les deux parties, renforçant la sécurité, la stabilité et l'unité territoriale du Maroc. Elle a également salué l'invitation des pays du Conseil de coopération du Golfe, affirmant que les autorités marocaines étaient "prêtes à engager des consultations en vue de définir un cadre de coopération optimal" avec les pays du CCG.
L'Arabie saoudite envahit Bahreïn avec des troupes du Conseil de coopération du Golfe en mars 2011 pour écraser la révolte démocratique et ses demandes de monarchie constitutionnelle.
Le 6 juin 2017, plusieurs pays arabes rompent leurs relations diplomatiques avec le Qatar, dont l'Arabie saoudite, les Émirats arabes unis et Bahreïn, accusant Doha de financer le terrorisme. Il s'agit de la plus grave crise depuis la création du Conseil de coopération du Golfe en 1981.

## Coopération militaire
Le Conseil a été créé sous l'impulsion de l'Arabie saoudite et sous la pression des États-Unis le 25 mai 1981, dans le but d’assurer la stabilité économique et politique de la région. Il est composé de l'Arabie saoudite, d'Oman, du Koweït, de Bahreïn, des Émirats arabes unis et du Qatar.
Le Conseil est donc un « club » très politique de pétromonarchies sunnites qui sont soucieuses de sécurité face à l'Iran chiite ou aux guerres civiles voisines (Irak, Syrie) qui a également pour but une unification du système économique et financier des États membres.
Un accord de sécurité intérieure est signé en 1982 entre les États membres à la suite d'une tentative de putsch à Bahreïn en décembre 1981. Sur le plan militaire, les forces armées des pays du Conseil de coopération du Golfe organisent depuis 1983 des manœuvres communes baptisées Bouclier de la Péninsule. Aux sommets de Koweït (1984) et de Mascate (1985), il est décidé que les unités participant à ces manœuvres forment une « force de déploiement conjointe » dont le quartier général se trouve à Hafar Al-Batin, dans le nord-est de l’Arabie saoudite. Son commandant est un général saoudien. Enfin, les ministres de la défense du CCG réactivent le projet de l’Organisation des Industries Arabes (OIA), dans lequel l'Égypte était impliquée, et construisent plusieurs usines d’armement fabriquant munitions et armes légères ainsi que des blindés légers sous licence brésilienne[réf. nécessaire].
À la fin de la guerre Iran-Irak, Saddam Hussein crée une organisation concurrente, le Conseil de coopération arabe (en) (CCA) qui regroupe alors la Jordanie, l'Irak, le Yémen du nord et l'Égypte. Le CCA est ouvertement hostile au royaume saoudien. Le 10 août 1990, les États du Conseil soutiennent le Koweït à la suite de l'invasion de l'émirat par l'armée irakienne.
Les forces des États membres participant à ce conflit ne sont pas sous un drapeau commun mais regroupées avec les autres unités panarabes dans les Joint Forces Command-East (Coalition of the Gulf War (en)) et les Joint Forces Command-North.
La chute de Saddam Hussein entraîne la fin du Conseil de coopération arabe ; le Yémen entame alors des négociations pour rejoindre le Conseil de coopération du Golfe[réf. nécessaire].
Le 12 mai 2012, les pays du Conseil de coopération des États arabes du Golfe se sont réunis à Ryad pour réfléchir à un projet d'union pour contrebalancer la menace iranienne sur la région. Le parlement iranien a condamné cette déclaration d'union de ces pays. La même année, le ministre de la Défense irakien Saadoun al-Dulaimi déclare que l'Irak veut rejoindre le CCG, décision soutenue par le Koweït.

## Autres domaines de coopération
Début mars 2007, inquiet de la progression de la grippe aviaire due au virus H5N1 HP au Koweït, le comité de la Santé du CCG a décidé de travailler cette question à l'échelle de la sous-région.
Le Marché commun du Golfe a été ouvert officiellement le 1er janvier 2008, première étape avant la difficile mise en place d'une monnaie unique prévue en 2010, mais qui n'est toujours pas achevé en mars 2011. À la suite d'une discussion entre les membres concernant le siège de la future banque centrale (proposition pour Riyad (Arabie saoudite)), les Émirats arabes unis ont décidé de se retirer du projet d'union monétaire, craignant une totale domination de l'Arabie saoudite sur la future monnaie. Abou Dabi espérait également détenir le siège de la banque centrale, de par son statut de « nouvelle grande capitale économique du monde ».

## Données statistiques
- Population (2013) : 49 millions
- Densité (2010) : 18,9 personnes/km2
- PIB (PPA, 2010) : 1,385 milliard de dollars[14]
- PIB/hab (PPA, 2005) : 32 060 dollars par habitant[14]

| Pays                | Population (2013) | Superficie (km2) | PIB (Mio. $, 2008) | PIB par habitant ($, 2008) | Devise                         | Capitale politique | Régime politique                         | Langue officielle |
| ------------------- | ----------------- | ---------------- | ------------------ | -------------------------- | ------------------------------ | ------------------ | ---------------------------------------- | ----------------- |
| Arabie saoudite     | 29 994 272        | 2 149 690        | 593 385            | 23 834                     | Riyal saoudien                 | Riyad              | Monarchie absolue                        | Arabe             |
| Émirats arabes unis | 8 264 070         | 83 600           | 184 984            | 38 830                     | Dirham des Émirats arabes unis | Abou Dabi          | État fédéral Monarchie constitutionnelle | Arabe             |
| Oman                | 3 929 000         | 309 500          | 66 889             | 24 153                     | Rial omanais                   | Mascate            | Monarchie absolue                        | Arabe             |
| Koweït              | 3 582 054         | 17 820           | 137 190            | 39 849                     | Dinar koweïtien                | Koweït             | Monarchie constitutionnelle              | Arabe             |
| Qatar               | 2 068 050         | 11 437           | 94 249             | 85 867                     | Riyal qatarien                 | Doha               | Monarchie absolue                        | Arabe             |
| Bahreïn             | 1 234 571         | 665              | 26 970             | 34 605                     | Dinar bahreïni                 | Manama             | Monarchie constitutionnelle              | Arabe             |

## Secrétaires généraux du CCG
- Abdullah Bishara (Koweït) : 26 mai 1981 - avril 1993
- Fahim bin Sultan Al-Qasimi (Émirats arabes unis) : avril 1993 - avril 1996
- Jamil ibn Ibrahim Al-Hujailan (Arabie saoudite) : avril 1996 - 31 mars 2002
- Abdul Rahman ibn Hamad Al-Attiyah (Qatar) : 1er avril 2002 - 31 mars 2011
- Abdoulatif ben Rachid el-Zaïani (Bahreïn) : depuis le 1er avril 2011[15]

## Droits de l'Homme
Le 6 juillet 2021, un rapport publié par un groupe de membres britanniques du Parlement, a accusé le gouvernement de faire des allégations «trompeuses» sur la manière dont les fonds sont dépensés dans les États du CCG. Au moins 53,4 millions £ (74 millions de dollars) ont été versés aux six pays qui composent le Conseil de coopération du Golfe entre 2016 et 2020 et, environ, 10 millions de livres sterling ont été alloués pour 2021.Le 8 août 2024, Human Rights Watch a rapporté que les pays du Conseil de coopération du Golfe ne protégeaient pas les travailleurs migrants en plein air contre les risques dangereux pour la santé posés par une chaleur extrême, exacerbée par les vagues de chaleur à réchauffement climatique dans toute la région. Les travailleurs migrants des ÉAU et d'autres nations du Golfe interrogés par HRW ont décrit les symptômes de maladie liée à la chaleur, notamment des évanouissements et des vomissements, et ont décrit se sentir étouffé par la chaleur..

## Notes et références

Diagramme d'Euler des différents partenariats entre les pays de la Ligue arabe.